# Falu Stadshus AB
Falu Stadshus AB är ett svenskt förvaltningsbolag som agerar moderbolag för de verksamheter som Falu kommun har valt att driva i aktiebolagsform. Bolaget ägs helt av kommunen.

## Bolag
Källa: 
- Falu Energi & Vatten AB
- Kopparstaden Aktiebolag
- Lugnet i Falun AB